# Örjan Sandler
Olof Örjan Sandler, född 28 september 1940 i Sunne, Jämtland, är en skridskolöpare och gymnastikdirektör.
Sandler tävlade i hastighetsåkning på skridskor, där han främst på distanserna 5000 och 10 000 meter hade framgångar bland annat olympisk bronsmedaljör på 10 000 meter vid Olympiska vinterspelen 1968 i Grenoble i Frankrike.  Han deltog i fem Olympiska vinterspel, och vann EM-silver på 10 000 meter 1975. Sandler vann totalt 5 individuella SM: 1500 m 1965, 5000 m 1967, samt 10 000 m 1969, 1975 och 1976.
Han tävlade även i långdistanslöpning, cykel och orientering. 
Efter sin aktiva skridskokarriär har han fortsatt att tävla i triathlon samt terräng- och skidlöpning.
Sandler studerade vid Idrottshögskolan och arbetade sedan som gymnastik- och idrottslärare i främst Strömsund. 
Han tävlade under sin långa aktiva tid för jämtlandsklubbarna IF Castor och IFK Strömsund.